# Ganoderma nitidum
Ganoderma nitidum är en svampart som beskrevs av Murrill 1908. Ganoderma nitidum ingår i släktet Ganoderma och familjen Ganodermataceae.   Inga underarter finns listade i Catalogue of Life.